# Hyposmocoma semifusa
Hyposmocoma semifusa là một loài bướm đêm thuộc họ Cosmopterigidae. Nó là loài đặc hữu của Molokai.